# Geranomyia vanikorensis
Geranomyia vanikorensis är en tvåvingeart som först beskrevs av Alexander 1934.  Geranomyia vanikorensis ingår i släktet Geranomyia och familjen småharkrankar. Inga underarter finns listade i Catalogue of Life.